# NovaLogic
NovaLogic was een Amerikaans computerspelontwikkelaar gevestigd in Calabasas, Californië. Het bedrijf werd in 2016 eigendom van THQ Nordic.

## Beschrijving
Het bedrijf werd in 1985 opgericht door programmeur John A. Garcia, die daarvoor werkte bij Datasoft, een bedrijf dat spellen voor homecomputers ontwikkelde.
In de jaren 80 was de Amerikaanse tak van Taito een grote klant, waarvoor het onder meer Bubble Bobble en Arkanoid porteerde naar de Apple II, Amiga en Atari ST.
In 1992 publiceerde NovaLogic een eigen spel, getiteld Comanche: Maximum Overkill. Met behulp van de zelfontworpen engine Voxel Space konden grotere buitenvelden worden ontwikkeld. Dit leidde tot een reeks strategie- en simulatiespellen, waaronder de Comanche-serie, F-22-serie en Armored Fist-serie.
Na commercieel succes werd de bedrijfsdivisie NovaLogic Systems, Inc. opgericht op 13 februari 1996. Het ging trainingsimulators ontwikkelen voor de United States Army.
In oktober 1998 werd het spel Delta Force uitgebracht, het eerste in een reeks succesvolle militaire simulatiespellen met verschillende missies. In 2002 verscheen het spel voor de PlayStation, getiteld Delta Force: Urban Warfare. Het spel Delta Force: Black Hawk Down werd uitgebracht in 2005 voor de PlayStation 2. Er konden 50 spelers tegelijkertijd in een multiplayer-spel deelnemen op een spelconsole, wat destijds een record was.
In juni 2009 bracht NovaLogic het spel Delta Force: Xtreme 2 uit. Het was zowel fysiek als via digitale download beschikbaar. Een opvolger in de serie is nooit afgemaakt. Hierdoor werd Xtreme 2 tevens het laatste spel van NovaLogic.
Op 31 oktober 2016 werd bekendgemaakt dat THQ Nordic het bedrijf overnam. In 2020 bracht het een nieuw spel in de Comanche-serie uit. In 2023 werden alle rechten voor de Delta Force-franchise verkocht aan het Chinese Tencent Games.

## Ontwikkelde spellen
Een selectie van ontwikkelde spellen.
| Jaar | Titel                                     | Platform(s)                             |
| ---- | ----------------------------------------- | --------------------------------------- |
| 1988 | Bubble Bobble                             | Apple II, DOS                           |
| 1989 | Renegade                                  | Apple II                                |
| 1990 | Wolf Pack                                 | Amiga, Atari ST, DOS, Macintosh, PC-98  |
| 1991 | The Chessmaster                           | Sega Game Gear                          |
| 1991 | The Rocketeer                             | DOS, Super NES                          |
| 1992 | Captain Planet and the Planeteers         | Sega Mega Drive                         |
| 1992 | Comanche: Maximum Overkill                | DOS                                     |
| 1994 | Armored Fist                              | DOS                                     |
| 1995 | Black Fire                                | Sega Saturn                             |
| 1995 | Comanche 2                                | DOS                                     |
| 1997 | F-22 Raptor                               | Windows                                 |
| 1997 | Comanche 3                                | DOS                                     |
| 1998 | Delta Force                               | Windows                                 |
| 1999 | Armored Fist 3                            | Windows                                 |
| 1999 | Delta Force 2                             | Windows                                 |
| 2001 | Comanche 4                                | Windows                                 |
| 2003 | Delta Force: Black Hawk Down              | Windows, Macintosh, PlayStation 2, Xbox |
| 2004 | Delta Force: Black Hawk Down - Team Sabre | Windows, PlayStation 2                  |
| 2005 | Joint Operations: Escalation              | Windows                                 |
| 2005 | Delta Force: Xtreme                       | Windows                                 |
| 2009 | Delta Force: Xtreme 2                     | Windows                                 |